# カリメート
カリメートは日研より発売されている血清カリウム除去剤の商品名であり、何らかの原因によって起きた、または起こるであろうと予見された高カリウム血症に用いられる。一般名ポリスチレンスルホン酸カルシウムを含む製剤である。

## 概要

### 作用機序
ポリスチレンスルホン酸カルシウム（カルシウム型レジン）は、消化・吸収されることなく、腸管内（主に結腸）でカルシウムはレジンから乖離し、消化管内容物のカリウムイオンがレジンに結合し、レジンはイオンを交換した状態のまま排泄される。結果として、体内の総カリウム量を減少させ、高カリウム血症を改善させる。

### 適応
急性及び慢性腎不全に伴う高カリウム血症

### 使用上の注意
- 便秘を増悪させ、腸閉塞・腸管穿孔を起こすことがある。
- 副甲状腺機能亢進症,多発性骨髄腫など高カルシウム血症では、交換されたカルシウムにより交換されたが増悪することがある。

### 処方例
1. 経口投与
  - 15～30gを2～3回に分け服用する。
2. 注腸投与
  - 一回30gを、水または2%メチルセルロース溶液100mLに懸濁して注腸する。

### 剤形
- 散剤
- ドライシロップ
- 経口液